# Nikoleta Kyriakopulu
Nikoleta Kyriakopulu (en griego: Νικολέτα Κυριακοπούλου, Atenas, 21 de marzo de 1986) es una deportista griega que compite en atletismo, especialista en la prueba de salto con pértiga.
Ganó una medalla de bronce en el Campeonato Mundial de Atletismo de 2015, dos medallas en el Campeonato Europeo de Atletismo, plata en 2018 y bronce en 2012, y una medalla de bronce en el Campeonato Europeo de Atletismo en Pista Cubierta de 2019.
Participó en cuatro Juegos Olímpicos de Verano, entre los años 2008 y 2020, ocupando el octavo lugar en Tokio 2020, en su especialidad.

## Palmarés internacional
| Campeonato Mundial                   | Campeonato Mundial    | Campeonato Mundial | Campeonato Mundial |
| Año                                  | Lugar                 | Medalla            | Prueba             |
| ------------------------------------ | --------------------- | ------------------ | ------------------ |
| 2015                                 | Pekín (China)         | Medalla de bronce  | Salto con pértiga  |
| Campeonato Europeo                   |                       |                    |                    |
| Año                                  | Lugar                 | Medalla            | Prueba             |
| 2012                                 | Helsinki (Finlandia)  | Medalla de bronce  | Salto con pértiga  |
| 2018                                 | Berlín (Alemania)     | Medalla de plata   | Salto con pértiga  |
| Campeonato Europeo en Pista Cubierta |                       |                    |                    |
| Año                                  | Lugar                 | Medalla            | Prueba             |
| 2019                                 | Glasgow (Reino Unido) | Medalla de bronce  | Salto con pértiga  |